# Bahamy (archipelag)
Bahamy – archipelag ok. 700 wysp koralowych oraz ponad 2 tys. wypiętrzających się ponad poziom morza raf koralowych (tzw. cayos) na Oceanie Atlantyckim. Zalicza się go do Ameryki Środkowej. Ciągnie się na długości ok. 1200 km na północ od Wielkich Antyli i na południowy wschód od półwyspu Floryda. Bahamy obejmują niepodległe państwo o tej samej nazwie oraz terytorium zależne Wielkiej Brytanii – Turks i Caicos.
Główne wyspy archipelagu:
- Andros (5957 km²)
- Wielkie Abaco (1681 km²)
- Wielka Inagua (1544 km²)
- Wielka Bahama (1373 km²)
- Eleuthera (518 km²)
- Cat Island (388 km²)
- New Providence (207 km²)